# Cyphocharax biocellatus
Cyphocharax biocellatus is een straalvinnige vissensoort uit de familie van de brede zalmen (Curimatidae). De wetenschappelijke naam van de soort is voor het eerst geldig gepubliceerd in 2012 door Vari, Sidlauskas & Le Bail.